# Goljubi lelet
A goljubi lelet a hellenisztikus kori Egyiptomból származó lelet, melyet Memphisz környékén (ma Goljub vagy Kaljúb környéke, Kairótól 16 km-re északra), egy ház romjai közt találtak 1912-ben vagy 1913-ban. A 114 darabból álló lelet ma a hildesheimi Roemer- und Pelizaeus múzeumban található, és egy hellenisztikus ötvösműhely modelldarabjainak bronzöntvényeit tartalmazza.
A lelet az i. e. 2. század elejéről származik, s a hellenisztikus ötvösség technikájának, stílusának és témáinak legfőbb dokumentuma, nagy fontosságú a hellenisztikus egyiptomi művészet megismerésének szempontjából. Kis szobrokból, plakettekből és az előállításukhoz használt eszközökből áll; a szobrok egyiptomi és görög istenségeket ábrázolnak, jellemzően görögös stílusban, kivéve Bészt, akit hagyományosan egyiptomi módon ábrázolnak. Az ábrázolt istenek között előfordul Aphrodité, Apollón, Artemisz, Attisz, Dionüszosz, Erósz, Héliosz, Héraklész, Hügieia, Kheirón, Kübelé, Niké, Pszükhé, menádok, szatírok, valamint Bész, Hórusz, Ízisz, Szerápisz, törpék és szfinxek.